# Месохори
Месохори (грч. Μεσοχώρι) је насељено место у општини Паранести у периферији Источна Македонија и Тракија, Грчка. Према попису из 2021. године било је 90 становника.
Месохори је 1920. године имао 125 житеља Турака. Године 1923. турско становништво је принудно исељенo у Турску а на њихово место је насељено 28 грчких избегличких породица, којих је на попису из 1928. године било 137. Село се раније звало Чифлик Махала.